# エフリンB3
エフリンB3（英: ephrin B3）は、ヒトではEFNB3遺伝子にコードされるタンパク質である。
エフリンB3はエフリンファミリーに属し、脳の発生や維持に重要である。エフリンに対する受容体として機能するEph受容体やEph関連受容体は、受容体型チロシンキナーゼの中で最大のサブファミリーを構成している。一般的にEph受容体は1つのキナーゼドメインに加え、システインリッチドメインと2つのフィブロネクチンIII型リピートを含む細胞外領域を持つ。エフリンとEph受容体に関しては、Eph Nomenclature Committee (1997)によって構造と配列関係に基づいた命名がなされている。エフリンは、GPIアンカーによって膜に固定されたエフリンA（EFNA）と膜貫通タンパク質であるエフリンB（EFNB）に分類される。エフリンBには細胞内テールが存在し、C末端に高度に保存されたチロシン残基とPDZ結合モチーフが含まれている。このテールは逆行性シグナル伝達機構として機能し、受容体を有する細胞だけでなく、リガンドを有する細胞の側でもシグナル伝達が引き起こされる。受容体-リガンド間の相互作用によってチロシン残基はリン酸化され、PDZドメイン含有タンパク質がリクルートされる。Eph受容体の側も同様に、細胞外ドメインの配列の類似性やエフリンA、エフリンBに対する結合親和性に基づいて2つのグループへの分類がなされている。
エフリンB3は発生過程のさまざまなイベント、特に神経系におけるイベントを媒介している可能性が示唆されている。エフリンB3を介した逆行性シグナルは出生後の神経系の発生過程において、軸索の刈り込み、シナプスや樹状突起スパインの形成に重要である。さらに、EFNB3の発現レベルは他の脳領域と比較して前脳のいくつかの領域で特に高く、前脳の機能に重要な役割を果たしている可能性がある。エフリンB3を介したシグナル伝達は海馬でのシナプス可塑性に必要であり、このことはエフリンB3が学習や記憶に重要な役割を果たしている可能性を示唆している。また、エフリンB3は成体の脳室下帯（SVZ）において神経幹細胞の増殖を調節していることが示されている。

## 関連文献
- “The ephrins and Eph receptors in neural development.”. Annu. Rev. Neurosci. 21:  309–45. (1998). doi:10.1146/annurev.neuro.21.1.309. PMID 9530499.
- Zhou R (1998). “The Eph family receptors and ligands.”. Pharmacol. Ther. 77 (3):  151–81. doi:10.1016/S0163-7258(97)00112-5. PMID 9576626.
- “Eph receptors and ephrins: effectors of morphogenesis.”. Development 126 (10):  2033–44. (1999). doi:10.1242/dev.126.10.2033. PMID 10207129.
- Wilkinson DG (2000). “Eph receptors and ephrins: regulators of guidance and assembly”. Int. Rev. Cytol.. International Review of Cytology 196:  177–244. doi:10.1016/S0074-7696(00)96005-4. ISBN 978-0-12-364600-2. PMID 10730216.
- “Roles of Eph receptors and ephrins in segmental patterning”. Philos. Trans. R. Soc. Lond. B Biol. Sci. 355 (1399):  993–1002. (2001). doi:10.1098/rstb.2000.0635. PMC 1692797. PMID 11128993.
- Wilkinson DG (2001). “Multiple roles of EPH receptors and ephrins in neural development”. Nat. Rev. Neurosci. 2 (3):  155–64. doi:10.1038/35058515. PMID 11256076.
- “Elk-L3, a novel transmembrane ligand for the Eph family of receptor tyrosine kinases, expressed in embryonic floor plate, roof plate and hindbrain segments”. Oncogene 13 (6):  1343–52. (1996). PMID 8808709.
- Ephnomenclaturecommittee (1997). “Unified nomenclature for Eph family receptors and their ligands, the ephrins. Eph Nomenclature Committee”. Cell 90 (3):  403–4. doi:10.1016/S0092-8674(00)80500-0. PMID 9267020.
- “Ephrin-B3, a ligand for the receptor EphB3, expressed at the midline of the developing neural tube”. Oncogene 16 (4):  471–80. (1998). doi:10.1038/sj.onc.1201557. PMID 9484836.
- “EphrinB ligands recruit GRIP family PDZ adaptor proteins into raft membrane microdomains”. Neuron 22 (3):  511–24. (1999). doi:10.1016/S0896-6273(00)80706-0. PMID 10197531.
- “Coexpression of ephrin-Bs and their receptors in colon carcinoma”. Cancer 94 (4):  934–9. (2002). doi:10.1002/cncr.10122. PMID 11920461.
- “Ephrin-B3-EphA4 interactions regulate the growth of specific thalamocortical axon populations in vitro”. Eur. J. Neurosci. 16 (6):  1168–72. (2002). doi:10.1046/j.1460-9568.2002.02166.x. PMID 12383247.
- “Generation and initial analysis of more than 15,000 full-length human and mouse cDNA sequences”. Proc. Natl. Acad. Sci. U.S.A. 99 (26):  16899–903. (2003). Bibcode: 2002PNAS...9916899M. doi:10.1073/pnas.242603899. PMC 139241. PMID 12477932.